# Оспедалето (Римини)
Оспедалето је насеље у Италији у округу Римини, региону Емилија-Ромања.
Према процени из 2011. у насељу је живело 1043 становника. Насеље се налази на надморској висини од 45 м.